# داء الجفلان
داء الجفلان أو فرط الإجفالية هو اضطراب عصبي نادر جدًا، يتميز تقليديًا باستجابة الفزع اللافتة للمنبهات اللمسية أو السمعية إلى جانب فرط التوتر. يظهر فرط التوتر في الجذع بشكل رئيسي، ويضعف أثناء النوم ويصبح أقل وضوحًا بعد عمر السنة. يحدث فرط الإجفالية الكلاسيكي بسبب طفرات مورثية في عدد من المورثات المختلفة التي تلعب دورًا مهمًا في النقل العصبي المتواسَط بالغليسين. يستخدم الجهاز العصبي الغليسين باعتباره ناقلًا عصبيًا مثبطًا. يصنف داء الجفلان عمومًا على أنه مرض وراثي، لكن يمكن أن تحاكي بعض الاضطرابات الفزع المفرط المشاهد فيه.

## العلامات والأعراض
العلامات الثلاثة الرئيسية لداء الجفلان هي الصلابة المعممة والفزع المفرط الذي يبدأ مند الولادة والرمع العضلي الليلي. يكون الأفراد المصابون واعين تمامًا خلال نوبات الصلابة، المؤلفة من الإغلاق القسري للعينين وبسط الأطراف تليها فترة من الصلابة المعممة والسقوط غير المتحكم به في بعض الأحيان. صُنف المرض بداية في شكلين: «كبير» و«صغير»، واتسم الشكل الصغير بمنعكس فزع مفرط، دون الصلابة. يوجد دليل مورثي على وجود الشكل الكبير فقط.
تشمل العلامات والأعراض الأخرى لداء الجفلان انقطاع النفس الانتيابي عند الوليد، والحركة المفرطة أثناء النوم، ومنعكس سحب للرأس. مازالت العلاقة بين داء الجفلان والموت المفاجئ عند الرضيع مثيرة للجدل.

## الوراثة
تسبب داء الجفلان مجموعة متنوعة من الجينات، المسؤولة عن ترميز البروتينات قبل وبعد المشبكية. تختلف الأعراض المشاهدة، ونمط الوراثة، وفقًا للجين المَعيب.

## التشخيص
توجد ثلاثة شروط مستخدمة لتشخيص داء الجفلان الوراثي عند الرضيع: إذا كان جسم الطفل متيبسًا عند ولادته، وإذا كانت استجابته للضوضاء والمنبهات الأخرى مُفرطة، وإذا تلا الاستجابة للمنبهات تصلب عام يجعل الطفل غير قادر على القيام بأي حركة إرادية. قد يساعد الجمع بين التخطيط الكهربائي للدماغ والتخطيط الكهربائي العضلي في تشخيص هذه الحالة عند المرضى الذين لم تظهر عليهم الأعراض في طفولتهم. لا يظهر التخطيط الكهربائي للدماغ نشاطًا غير طبيعي سوى ذروة في التيقظ أو التنبه، بينما يظهر التخطيط الكهربائي العضلي استجابات عضلية سريعة وفرط في المنعكسات. الاختبار المورثي هو التشخيص الحاسم الوحيد. تكون الموجودات في التصوير بالرنين المغناطيسي والتصوير المقطعي المحوسب طبيعية ما لم توجد حالات مرافقة.

## العلاج
العلاج الفعال الأشيع هو كلونازيبام، الذي يزيد فعالية ناقل عصبي مثبط آخر يُسمى الناقل غابا. هناك تقارير متناقلة حول استخدام عقار ليفيتيراسيتام في فرط الإجفالية الوراثي والمكتسب. خلال نوبات فرط التوتر وانقطاع النفس، قد تُعطف الأطراف والرأس نحو الجذع بهدف تبديد الأعراض. يدعى هذا الإجراء مناورة فيجيفانو تيمنًا بالطبيب الذي ابتكرها.